# クトゥルフ神話の星々
クトゥルフ神話の星々では、クトゥルフ神話に登場する地球外の星々について記載する。実在の天体と架空の天体がある。

## 太陽系
水星
イースの大いなる種族が、遠い未来に水星の球根状植物生物へと、身体を乗り換える。
水星のクレーターには芸術家の名前がつけられており、ラヴクラフト (Lovecraft (crater)) というクレーターがある。
金星
アトランティス名称：スファノモエー。植物の惑星。かつてアトランティスの賢人兄弟が訪れた。
スミス太陽系の中では、サイクラノーシュやアイハイに比べると、クトゥルフ神話への接続度合は高くない。
ラヴクラフトは合作でSF『エリュクスの壁のなかで』を書いており、当作の金星は、植物が茂り、稀少鉱物が産出し、蜥蜴人が先住する惑星となっている。
月
月探査の結果、クトゥルフの幼生が見つかる。地球から分離したときに、クトゥルフの幼生を乗せていたため。
火星
ランドルフ・カーターが火星に人工の巨石建造物を見た。
火星人アイハイ族が住んでおり、地球人類が宇宙進出した後は交易を結んでいる。地下にはラヴォルモスの洞窟があり、ヴルトゥームと信徒たちが潜伏している。
CAスミスの火星は、火星の言語でアイハイという。TRPGでは、H・G・ウェルズの小説『宇宙戦争』やオーソン・ウェルズのラジオドラマ版『宇宙戦争』の「タコ型火星人」が取り込まれており、火星人にはアイハイ族とタコ型種族の2種がいることになっている。
土星
ハイパーボリア名称：サイクラノーシュ Cykranosh。クトゥルフ神話宇宙では、ガス天体ではない。
天王星
原住種族名：ルギハクス。立方体の金属生物種族がいる。シャッガイの昆虫種族が、地球に来る前に一時いた。
海王星
ナコト写本などの古文献ではヤークシュ（第7世界ヤークシュ）の名で記される。氷の世界。
ツァトゥグァがシャタクとの間にズヴィルポグアをもうけた地。冷気の神性アフーム＝ザーは、この星を経由して地球に到達した。
冥王星
太陽系第9惑星、2006年からは準惑星カテゴリとなった。ラヴクラフトが作家活動中の1930年に、アリゾナのローウェル天文台のクライド・トンボーによって発見された。クトゥルフ神話においては、ユゴスと関連が深い。2015年に発見された特定の地形は「クトゥルフ領域」と呼ばれている。
暗黒星ユゴス Yuggoth
惑星サイオフ
かつて火星と木星の間にあったが、「原子核の混沌」により破壊され、砕け散って小惑星帯に霧散した。
神ファロールが崇拝された。

## 太陽系外
オリオン座
グリュ＝ヴォ（ベテルギウス）に旧神が住んでいる。
旧神の都エリシアは、オリオン座の近くにある。
おうし座
ヒアデス星団アルデバランのハリ湖に旧支配者ハスターがいる（幽閉されている）。ハスターはハリ湖近くのカルコサの都市を支配する
プレアデス星団のセラエノ（＝ケラエノ）Celaenoには大図書館がある。
セラエノ大図書館
セラエノの大図書館。詳細はダーレスとカーターで異なる。
【ダーレス】ハスターの支配地であり、旧神から盗み出した知識を収蔵している。この図書館の大石板を翻訳したものが文献「セラエノ断章」である。
【カーター】セラエノ星近くの無明の世界にあり（セラエノ第4惑星とも）、旧神の領地である。この図書館からウボ＝サスラは知識を盗み出した。
みなみのうお座のフォーマルハウト
旧支配者クトゥグアがいる。
また封印中のクトゥグアは、アフーム＝ザーを産み落として地球に向かわせた。
うしかい座のアルクトゥールス
双子神ロイガーとツァールにまつわる星。ロイガー召喚の条件の一つが、アルクトゥールスが天空に見えること。別作品ではウムル・アト＝タウィルがツァールをアルクトゥールスから召喚するとある。
二重星キタミールに棲む生物は、ツァトゥグァを崇拝する。
ペルセウス座のアルゴル
アルゴルを取り巻く暗黒星イラウトロムにズヴィルポグアが住んでいる。ペルセウス座が天空に見えるときには召喚することができる。
イース Yith
イースの大いなる種族の出身地。
暗黒のゾス星系
ゾスにはXothとZothがある。創作としてはZothのもじりがXothとおぼしい。
Xothは緑色の二重恒星。旧支配者クトゥルフの一族の出身地。カーター作品内ではゾス神話群としてワンジャンルをなす。
Zothはスミスの神々の系譜における、イクナグンニスススズ（ツァトゥグァの先祖）の出身地。
シャッガイ Shaggai
イギリスにやって来た昆虫種族の出身地。
昆虫種族が造り出した巨大な蛆虫が星そのものを食らい続けている。
ザイクロトル星の種族は、昆虫種族に征服され奴隷となった。
トンド Tond
ヤークダオ種族が生息する。
夢のクリスタライザーを用いると、トンドの光景を見ることができる。
グロース Ghroth
移動天体にして邪神。宇宙を放浪することで、星辰を操作し、封印されている邪神たちを解放しようとしている。
惑星シャールノス Sharnoth
黒と緑の二重恒星を公転する、ただ一つの惑星。黒檀の宮殿がある。ナイアーラトテップの封印地にして故郷。 ※ナイアーラトテップの封印については異説あり
惑星ヤディス Yaddith
ヤディス星人（貘の鼻、鱗や鉤爪ある昆虫めいた人外種族）はドール種族と戦っている。魔道士ズカウバは、ランドルフ・カーターの転生。
位置はデネブの近くと設定され、シュブ＝ニグラスの追放地。
第23星雲ヴール Vhool
ヨグ＝ソトースと当世界の生物からクトゥルフが産まれた、とする説がある。
また人が住んでおり、研究者カトゥルンは外世界の神々の知識を持ち帰るが、口外し破滅する。

## 不明
レン高原
所在地が不明という特徴がある土地。レン高原の位置特定については、地球・星々・異次元・ドリームランドに至るまで関連してくる。
七太陽の世界/暗黒の世界アビス Abbith
ナイアーラトテップの幽閉地。※ナイアーラトテップの封印については異説あり
元はラヴクラフトが単に「七太陽の世界」と設定した。続いてリン・カーターがアビスと名付けた。深淵を意味する英単語Abyssとは異なる。
異世界ボレア Borea
3つの月がある世界。独自の物理法則のため、月はボレアを公転しておらず、惑星ボレアも太陽を公転していない。そのため気候も極端で、一部地域は永久の氷雪に閉ざされる。
イタカの幽閉地。ブライアン・ラムレイの『タイタス・クロウ・サーガ』に登場し、イタカは旧神に縛られ、行動範囲が地球の北極圏とボレアに限られる。ラムレイのイタカは、人間を誘拐してボレアに連れ去り、女性には自分の子供を産ませる。イタカ派と反イタカ派がおり、イタカの子供の中には裏切る者もいる。
ティンダロス

## ドリームランドの太陽系
ドリームランドの月
月の裏側にはムーン・ビーストの都市がある。ムーン・ビーストは地球と貿易をしている。ムーン・ビーストはレンの商人を使役する。
土星の猫が、地球に来るときの中継地。ムーン・ビーストと土星の猫は同盟関係。
ドリームランドの土星
「猫」という生物が生息する。彼らは（ドリームランドの）地球の猫を敵視しており、跳躍で月や地球へとやって来る。